# Chéry-lès-Pouilly
Chéry-lès-Pouilly es una comuna francesa, situada en el departamento de Aisne, de la región de Alta Francia.

## Demografía
| 700 | 633 | 605 | 702 | 702 | 645 | 654 | 702 |
| Para los censos de 1962 a 1999 la población legal corresponde a la población sin duplicidades (Fuente: INSEE [Consultar]) |     |     |     |     |     |     |     |